# Magazintraining
Magazintraining (engl.: magazine training) bezeichnet eine bestimmte Lernphase in der Operanten Konditionierung.
Die Bezeichnung Magazin stammt von dem Futtermagazin, in welchem in einer Skinner-Box bzw. operant chamber das Futter als Verstärker dargeboten wird. Dabei lernt der Organismus durch Klassische Konditionierung eine Assoziation zwischen einem bestimmten (in der Regel akustischen) Reiz und dem Verstärker. In einer operant chamber lernt das Tier eine Assoziation zwischen dem Geräusch des Futtermagazins, wenn ein Futterpellet erscheint, und dem Futterpellet. Das Magazingeräusch fungiert dann als sekundärer bzw. konditionierter Verstärker. Da das Geräusch dem Tier die Verfügbarkeit eines primären Verstärkers (Futter) signalisiert, wirkt dieses Geräusch selbst als Verstärker.
Die Assoziation zwischen Geräusch und Futter wird durch klassische Konditionierung, bei der ein primärer Verstärker (Futter) als US (unkonditionaler Reiz) und das Geräusch als CS (konditionaler Reiz) miteinander verknüpft werden, gebildet.
Sekundäre Verstärker werden auch in anderen Bereichen des Tierlernens verwendet. z. B. bei Hunde- oder Delphindressuren wird oft ein Klick-Geräusch (Klickertraining) oder eine bestimmte Stimmlage des Trainers eingesetzt, um das Verhalten zu verstärken.
Die praktische Notwendigkeit eines konditionierten Verstärkers ergibt sich daraus, dass Reiz-Reaktions-Assoziationen schneller und besser gelernt werden, je unmittelbarer ein bestimmtes Verhalten von einem Verstärker gefolgt wird. Hätte man keinen sekundären Verstärker eingeführt, müsste man beispielsweise dem Delphin, der in der Mitte des Beckens ein Kunststückchen ausgeführt hat, so schnell wie irgendmöglich das Futter als Verstärker geben. Das ist natürlich praktisch unmöglich, und so könnte der Delphin durch die zeitliche Verzögerung nicht lernen, welche Verhaltensweise verstärkt wird. Das Klickgeräusch als sekundären Verstärker kann man hingegen unmittelbar nach dem zu verstärkenden Verhalten darbieten.